# جفعاتايم
جفعاتايم (بالعبرية: גִּבְעָתַיִם) مدينة إسرائيلية، تقع في لواء تل أبيب على مساحة 3.2 كم2، وقد بلغ عدد سكانها عام 2007 قرابة 55,000 نسمة. تأسست عام 1922 كمستوطنة يهودية.

## توأمة
لجفعاتايم اتفاقيات توأمة مع كل من:
- أراد
- أوراديا (2005 - )
- ميلوز (18 نوفمبر 1991 - )[4]
- سفنتو جيورجي
- تشاتانوغا
- هاربن
- فاك
- إسلينغن آم نيكار

## أعلام
- يغآل ناؤور
- دور ميخا
- بيكي غريفين
- يوفال ديسكين
- يصهار كوهين